# Horváth István (mezőgazdász)
Horváth István (Acsád, Vas vármegye, 1900. augusztus 1. – ?) mezőgazdász, szakíró, országgyűlési képviselő.

## Élete
Római katolikus vallású kisgazda családban született a Vas vármegyei Acsádon, édesapja Horváth Lajos bognármester, édesanyja Horváth Rozália. A középiskola elvégzése után, még az első világháború utolsó időszakában rövid ideig katonai szolgálatot teljesített, majd a nemzeti hadseregben szolgált, s később a honvédség kötelékében három nagyobb fegyvergyakorlaton is részt vett. Tartalékos hadnagyként szerelt le, majd visszatért a tanuláshoz; 1924-ben kitüntetéssel végezte el a budapesti tudományegyetem közgazdaságtudományi karának mezőgazdasági szakát, mint okleveles mezőgazda.
1923-tól két éven át egyetemén, a közgazdaságtudományi kar növénytermesztési tanszékén dolgozott gyakornokként, illetve asszisztensként, majd hosszabb időt töltött magángazdaságokban is, gazdatiszti és nemesítő intézői beosztásokban. 1928-tól a Vasmegyei Gazdasági Egyesület tisztviselője, később titkára lett, 1938-ban pedig a szervezet igazgatójává választották meg; kezdeményezésére épült meg 1936-ban az egyesület kétemeletes székháza.
1929-től volt felelős szerkesztője a Gazdasági Értesítő című, Szombathelyen kiadott szaklapnak, ebben – de több más hasonló profilú periodikában is – nagy számban jelentek meg szakmai publikációi. Ügyvezető igazgatója volt a Vasmegyei Szarvasmarhatenyésztő Egyesületnek és a Gyümölcstermelők Vasvármegyei Tagegyesületének; választmányi tagja a Felsődunántúli Mezőgazdasági Kamarának, továbbá 1934-től tagja a vármegye törvényhatósági bizottságának. 1939-ben országgyűlési képviselői mandátumot is elnyert, a Magyar Élet Pártja Vas vármegyei listájáról.